# Црква Рођења Пресвете Богородице у Забрђу
Црква Рођења Пресвете Богородице у Забрђу или Свете Госпође (локализам), храм је из 1787. године, који је обновљен 1876, и припада Mитрополији црногорско-приморској Српске православне цркве.
То је једна од три православне цркве у Забрђу и посвећена је Малој Госпојини. Остале двије су посвећене Светој Недјељи и Светом апостолу Андреју Првозваном. По пароху луштичком Николи Урдешићу, и црква Светог Харитона спада у Забрђе, а не у село Клинци, па у том случају Забрђе има четири цркве (туристичка мапа 89 цркава у општини Херцег Нови, цркву Св. Харитона смјешта у Клинце). У ранија времена, свако братство (ако је богатије) би имало своју цркву. Ова црква је везана за братсво (презиме) Тројановић. Један од познатијих Тројановића је Урош Тројановић.
На капији храма стоји година обнове, 1786, а изнад врата цркве је спомен плоча која помиње ту обнову, уз помоћ цара. Изнад спомен плоче су розета и звоник са два звона, од којих је мање изнад, а веће испод. Још је један, већи звоник са три звона, изграђен на западном зиду порте. Ту су два звона испод, а једно изнад. На једном од звона из 1930. је натпис, да је у спомен на краља Александра. Храм има пет прозора, један на полукружној олтарској апсиди и по два на јужном и сјеверном зиду. Око храма је гробље, а из порте храма се види дио Бококоторског залива. Један од зидова порте, са источне стране, је сухозид. Изнад цркве, југоистоно, је стара гробница Филипа Митровића, која је у облику капеле-ротонде (кружног облика).

## Галерија
- Табла код главног пута
- Натпис на капији о години обнове цркве
- Натпис на бијелој мраморној плочи, изнад врата цркве, о обнови храма
- Један од старих гробова
- Дио гробља
- Дио гробља
- Сухозод у порти храма
- Олтарска и јужна страна храма
- Западна и јужна страна храма
- Гробница Филипа Митровића
- Натпис над вратима гробнице
- Гроб Филипа Митровића
- Једно од пет звона. На овом звону пише: Забрђани цркви Свете Госпође у спомен краља Александра, 1930.